# Bobby Helms

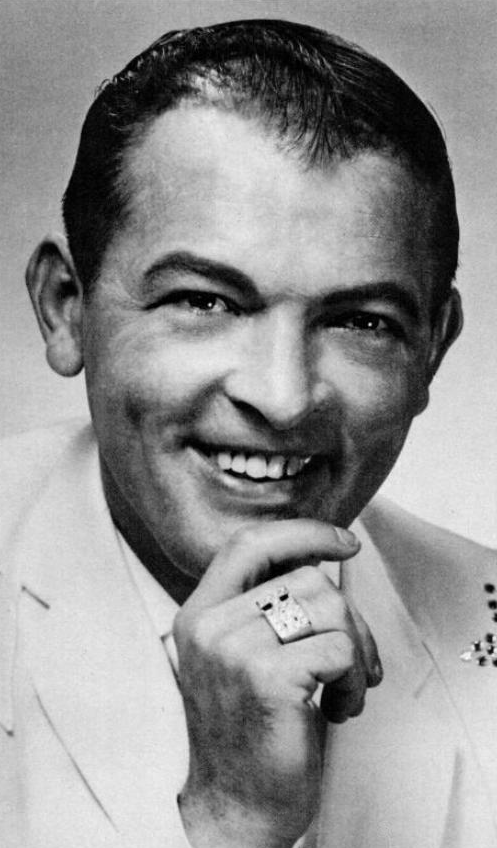
Bobby Helms

Robert Lee Helms (Bloomington, 15 de agosto de 1933 — Martinsville, 19 de junho de 1997), conhecido pelo nome artístico Bobby Helms, foi um cantor estadunidense, que ficou famoso, em 1957, pela música "Jingle Bell Rock", lançada próxima ao Natal, que chegou ao primeiro lugar nas rádios.